# Veen van Malchamps
Het Veen van Malchamps (Frans: Fagne de Malchamps) is een veengebied op een plateau in de Hoge Ardennen in de Belgische provincie Luik in het Natuurpark van de Bronnen. Het bestaat uit heide, moerassen en bossen. Het grootste deel van het gebied is gelegen in de gemeente Spa. Het veen is Europees beschermd als Natura 2000-gebied.
De ondergrond van het gebied bevat verschillende minerale bronnen waarvan een aantal door Spadel uitgebaat worden.

## Situering
Het veengebied ligt ongeveer 4 kilometer ten zuidoosten van het centrum van Spa langs de N62 die loopt van Spa naar Francorchamps. Het gebied is een site van groot biologisch belang en ligt in de gemeenten Spa, Stoumont en Stavelot. Het gebied wordt in het zuiden begrensd door de oude Gallische en Romeinse weg de Vecquée.

## Beschrijving
Het gebied heeft een oppervlakte van 358,71 hectare met een lengte van ongeveer 3 kilometer en een breedte van iets meer dan een kilometer. Het veen is een wildernisgebied met een hoogte tot 576 meter en kan worden beschouwd als de meest westelijke deel van de Hoge Venen dat op ongeveer tien kilometer afstand ligt.
Het Veen van Malchamps is een van de belangrijkste sites van het Waalse natuurlijk erfgoed, maar paradoxaal genoeg, geniet geen enkele status van bescherming. Er worden verschillende plantengroepen of interessante biotopen met inbegrip van hoogveen, natte heide, droge heide, voedselarme stilstaande wateren en meer.

## Toerisme
In het domein van Bérinzenne bevindt zich het Museum van het bos en van het water, een regionaal centrum voor milieu-educatie en een uitkijktoren dat een uitzicht biedt over het veengebied.
Er zijn meerdere wandelpaden door het gebied. Ook loopt de Wandelroute GR5 erdoorheen.